# Десятая
Десятая — река на востоке полуострова Камчатка. Протекает по территории Елизовского района Камчатского края России.
Длина реки — 10 км. Берёт истоки к югу от южной оконечности Железнодорожного хребта, протекает в меридиональном направлении. Впадает в Кроноцкий залив.
Название в переводе с ительменского Ранукухольчь — «река, текущая по высокому ровному мысу».
По данным государственного водного реестра России относится к Анадыро-Колымскому бассейновому округу.